# Pekińczyki
Pekińczyki (Leiotrichidae) – rodzina ptaków z rzędu wróblowych (Passeriformes). 

## Rozmieszczenie geograficzne
Rodzina obejmuje gatunki występujące w Afryce i Azji.

## Systematyka
Do rodziny należą następujące podrodziny:
- Alcippeinae Cai, Cibois, Alström, Moyle, Kennedy, S. Shao, Zhang, Irestedt, Ericson, Gelang, Qu, Lei & Fjeldså, 2019 – sikorniki
- Leiotrichidae Swainson, 1831 – pekińczyki